# J'ai avorté, monsieur le Procureur
Pour plus de détails, voir Fiche technique et Distribution.
J'ai avorté, monsieur le Procureur (Paragraph 218 – Wir haben abgetrieben, Herr Staatsanwalt) est un film dramatique ouest-allemand réalisé par Eberhard Schröder et Rob Houwer et sorti en 1971.
En neuf épisodes, le film aborde, à travers les histoires des protagonistes féminines qui y sont présentées, le débat sur la dépénalisation de l'interruption volontaire de grossesse dans le contexte de la révolution sexuelle. En effet, l'interdiction de l'avortement était régie en Allemagne de l'Ouest par le paragraphe 218 qui stipulait qu' « une femme qui tue le fruit de son corps ou permet qu'un autre le tue était passible d'une peine d'emprisonnement pouvant aller jusqu'à cinq ans ». En juin 1971, une tribune emmenée par Alice Schwarzer et intitulée Wir haben abgetrieben! (litt. « Nous avons avorté ») avait fait la une de Stern pour réclamer l'abrogation de ce paragraphe. L'année suivante, une loi permettant l'IVG, sera votée, mais seulement en Allemagne de l'Est.

## Synopsis
Le cadre est un procès contre une jeune fille désespérée de sa grossesse qui a réussi à contacter une faiseuse d'anges. Le flash-back montre l'histoire de Mademoiselle Breuer. Après avoir trouvé un emploi dans une blanchisserie munichoise, elle est sauvée deux fois de l'ivresse par Klaus. Lorsqu'elle attend finalement un enfant de lui, elle se rend chez une faiseuse d'anges qui pratique l'avortement sur la table de la cuisine. Lorsque la jeune fille s'effondre chez elle, sa logeuse fait venir un médecin.
Le procureur est intransigeant, mais un expert éclaire les spectateurs à l'aide d'exemples. Gabi, treize ans, est violée par deux garçons. Comme le médecin lui dit que le paragraphe 218 lui interdit d'interrompre une grossesse, elle se rend dans la Suède plus tolérante. Ulla est mise enceinte par son patron. Il l'envoie alors se faire avorter dans une clinique londonienne, où elle trouve son véritable bonheur. Un médecin intérimaire profite de la détresse d'une jeune fille pour la violer. Une autre fille, en revanche, arnaque les membres d'un club de bowling en prétendant être enceinte d'eux, mais sans savoir de qui. Derrière la façade d'un pressing express, une camionnette cache une clinique mobile d'avortement où travaille une infirmière impitoyable. La fille du maire se voit refuser la pilule. Elle survit de justesse à l'interruption de grossesse qui s'ensuit. De retour dans la salle d'audience, le juge apprend que sa propre épouse a déjà avorté.

## Fiche technique
- Titre original : Paragraph 218 – Wir haben abgetrieben, Herr Staatsanwalt[1]
- Titre français : J'ai avorté, monsieur le Procureur ou Dossier avortement ou Jeunes Femmes en détresse ou Nous avons commis un avortement, M. le Procureur[2]
- Réalisation : Eberhard Schröder, Rob Houwer
- Scénario : Günther Hunold (sous le nom de « Günther Heller »)
- Photographie : Klaus Werner (de)
- Montage : Ursula Goetz-Dickopp, Ingeborg Taschner, Sophie Mikorey
- Production : Rob Houwer
- Société de production : Houwer Film, TV13 Filmproduktion
- Pays de production :  Allemagne de l'Ouest
- Langue originale : allemand
- Format : couleur par Eastmancolor - Son mono - 35 mm
- Genre : film dramatique
- Durée : 83 minutes
- Dates de sortie : 
  - Allemagne de l'Ouest : 2 septembre 1971
  - France : 9 août 1973[2]

## Distribution
- Astrid Frank : Ulla
- Doris Arden (de)
- Sybil Danning : l'épouse du juge
- Petra Verena Milchert (de)
- Renate Kasché
- Josef Fröhlich (de)
- Josef Moosholzer (de)
- Michel Jacot
- Enzi Fuchs (de) : Infirmière
- Wolf Ackva
- Alexandra Bogojevic (de)
- Rosl Mayr (de) : faiseuse d'anges